# Hypaipa
Hypaipa (τὰ Ὕπαιπα) – starożytne miasto w Lidii, na południowych zboczach góry Tmolos. Położone było na północnym brzegu rzeki Cayster (Kaystros) ok. 42 mil od Efezu.
Siedziba rzymskokatolickiego biskupa tytularnego.